# تيبل روك (ميزوري)
تيبل روك (بالإنجليزية: Table Rock, Missouri)‏ هي منطقة سكنية تقع في الولايات المتحدة في مقاطعة تاني (ميزوري). يقدر عدد سكانها بـ 229 نسمة ومساحتها 0.5 كم2 وترتفع عن سطح البحر 286 متر.

## التركيبة السكانية
حدّد مكتب تعداد الولايات المتحدة بيانات التركيبة السكانية لتيبل روك في تعداد الولايات المتحدة. في ما يلي، التركيبة السكانية حسب تعدادي 2000 و2010.

### تعداد عام 2000
بلغ عدد سكان تيبل روك 229 نسمة بحسب تعداد عام 2000، وبلغ عدد الأسر 96 أسرة وعدد العائلات 69 عائلة مقيمة في القرية. في حين سجلت الكثافة السكانية 458 نسمة لكل كيلومتر مربع (1,186.2/ميل2). وبلغ عدد الوحدات السكنية 114 وحدة بمتوسط كثافة قدره 228 لكل كيلومتر مربع (590.5/ميل2).
وتوزع التركيب العرقي للقرية بنسبة 94.76% من البيض و0.44% من الأمريكيين الأفارقة و0.87% من الأمريكيين الأصليين و3.93% من عرقين مختلطين أو أكثر و4.80% من الهسبانيون أو اللاتينيون من أي عرق.
بلغ عدد الأسر 96 أسرة كانت نسبة 27.1% منها لديها أطفال تحت سن الثامنة عشر تعيش معهم، وبلغت نسبة الأزواج القاطنين مع بعضهم البعض 60.4% من أصل المجموع الكلي للأسر، ونسبة 6.2% من الأسر كان لديها معيلات من الإناث دون وجود شريك، بينما كانت نسبة 5.2% من الأسر لديها معيلون من الذكور دون وجود شريكة وكانت نسبة 28.1% من غير العائلات. تألفت نسبة 20.8% من أصل جميع الأسر من عدة أفراد يعيشون في نفس المنزل ونسبة 1% كانت تتألف من شخص يعيش بمفرده يبلغ من العمر 65 عاماً أو أكثر. وبلغ متوسط حجم الأسرة المعيشية 2.39، أما متوسط حجم العائلات فبلغ 2.74.
بلغ العمر الوسطي للسكان 40.8 عاماً. وكانت نسبة 18.3% من القاطنين تحت سن الثامنة عشر، وكانت نسبة 7% بين الثامنة عشر والرابعة والعشرين عاماً، ونسبة 35.8% كانت واقعةً في الفئة العمرية ما بين الخامسة والعشرين والرابعة والأربعين عاماً، ونسبة 26.6% كانت ما بين الخامسة والأربعين والرابعة والستين، ونسبة 12.2% كانت ضمن فئة الخامسة والستين عاماً فما فوق. يوجد لكل 100 أنثى 89.3 ذكر، ويوجد لكل 100 أنثى في الثامنة عشر من عمرها فما فوق 94.8 ذكر.
بلغ متوسط دخل الأسرة في القرية 40,000 دولارًا، أما متوسط دخل العائلة فبلغ 55,417 دولارًا. وكان متوسط دخل الذكور 31,250 دولارًا مقابل 27,500 دولارًا للإناث. وسجل دخل الفرد الخاص بالقرية 20,846 دولارًا. وكانت نسبة 2.9% من العائلات ونسبة 5.7% من السكان تحت خط الفقر، وكان من هؤلاء نسبة 7.1% تحت سن الثامنة عشر ونسبة 5.6% في الخامسة والستين من العمر وما فوق.